# Catedral de la Dormició
|  | Per a altres significats, vegeu «Catedral de la Dormició (Vladímir)». |

La Catedral de la Dormició, o de l'Assumpció (en rus Успенский собор, Uspenski sobor), és un dels temples de pedra blanca més antics del Kremlin de Moscou. Engalana la part septentrional de la plaça de les Catedrals.

## Història

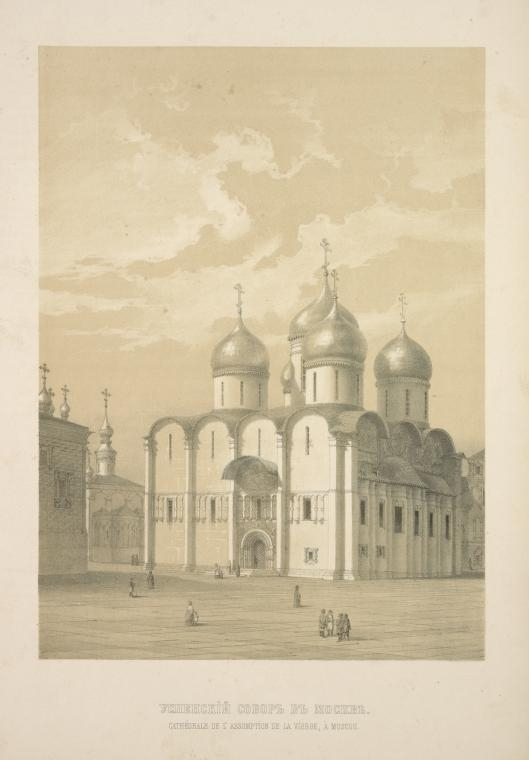
Catedral de la Dormició de Moscou (1856)

Es va construir a l'època de la formació de l'estat centralitzat rus, quan la vella Rússia, després d'haver-se alliberat de l'opressió tàrtara i mongola, va entrar de ple en l'àmbit de les relacions internacionals. Es va erigir entre els anys 1475 i 1479 al lloc on hi havia hagut el vell temple de 1326 que era en estat ruïnós.
Per crear el primer temple metropolità de Moscou va servir de model l'antiga catedral de la Dormició de Vladímir, amb la qual cosa es volia destacar la continuïtat de Moscou respecte a un dels centres polítics més antics de la terra russa. Els murs de la catedral són de pedra blanca treballada, i les voltes i els tambors de les cúpules són de maó.
Les façanes sud, oest i nord del temple apareixen adornades a mitjana alçada amb una faixa de columnetes que componen una arcada. Les entrades a la catedral són portades que penetren en el gruix de la paret. Cinc cúpules daurades coronen la catedral.
El 1514, segons consta en els annals, la catedral va ser embellida amb frescos realitzats pels millors inspiradors pictòrics de la vella Rússia. Aquestes pintures, part de les quals s'han conservat a l'altar de la Celebració de la Mare de Déu de la catedral de la Dormició, es distingeixen per una gran mestria. La factura pictòrica i l'harmonia cromàtica les acosta molt a les obres del gran pintor rus Dionís el Savi i dels mestres que s'agrupaven entorn d'ell.
Les obres antigues es feien amb pintures al fresc i al tremp. A la catedral podem veure totes dues classes de pintures. En el transcurs del segle xix les obres pictòriques de la catedral de la Dormició es van restaurar tres vegades amb pintures a l'oli. Al començament del segle xx se'n va fer una neteja parcial.
La part central del temple està separada de l'altar per un iconòstasi de cinc sèries superposades i de gairebé setze metres d'altura, que a final del segle xix va ser recobert d'argent daurat repussat. A l'iconòstasi hi figuren magnífiques obres de la pintura russa antiga.
Quan Napoleó va envair Moscou, la catedral va ser saquejada per les tropes franceses i convertida en caballerissa. Moltes icones antigues es van fer servir com a llenya. Del temple en van espoliar un gran nombre d'objectes d'or i d'argent, amb un pes de 288 quilos d'or i més de 5.000 quilos d'argent.
La catedral de la Dormició va ser el principal temple de la Rússia antiga, signe del poder i de la grandesa de l'estat centralitzat rus. Hi tenien lloc totes les cerimònies solemnes i s'hi feien públiques les disposicions de l'Estat. A la catedral hi tenien lloc els juraments, l'entronització dels tsars i el coronament dels emperadors. Ivan IV va ser el primer que hi va rebre el títol de tsar.
La catedral de la Dormició va ser panteó dels metropolitans i patriarques de Moscou. Les tombes dels grans jerarques de l'església russa, des del metropolità Pere (1326) fins al patriarca Adrià (1700), es troben al llarg de les parets del temple.

## Els frescos i les icones de la Catedral de la Dormició
La catedral està dedicada a una de les festes religioses més significants, que és la Dormició (o Assumpció) de la Mare de Déu. Per això la majoria dels frescos representen les escenes de la vida de la Mare de Déu (les parets del nord i del sud).
- La icona de la Mare de Déu de Vladímir és una antiquíssima obra mestra de la pintura romana d'Orient del segle xi. En primera instància, en portar-la de Constantinoble, es va guardar a Kíev. D'allà, el príncep Andrei Bogoliubski el 1155 la va portar a la catedral de la Dormició de Vladímir; després, el 1395, sota el govern del príncep Basili I de Moscou, fill de Dmitri Donskoi, va ser enviada i dipositada a la catedral de la Dormició del Kremlin moscovita. Des de 1930 es conserva a la galeria Tretiakov de Moscou. Malgrat el tema religiós de la icona, l'artista va reeixir a donar a la imatge de la Mare de Déu una gran emoció humana, un profund sentiment maternal, pena i amor.

- La icona de Sant Jordi (segle xii). És obra de la inspiració artística de Nóvgorod. En aquesta creació de la pintura russa antiga veiem reflectida de manera gairebé realista la figura triomfal d'un combatent. S'ignora quan i per quin motiu la imatge de sant Jordi va ser completament coberta per una capa de pintura a l'oli. El 1935, mestres restauradors van separar amb cura la pintura a l'oli i van fer reaparèixer el bell colorit antic.
- La icona de La Trinitat és una obra monumental de l'art rus del primer quart del segle xiv. S'atribueix al pinzell d'un pintor rus anònim de l'època anterior a Andrei Rubliov.

A la part nord de l'iconòstasi s'han conservat els frescos del segle xv; són originals, tot i que l'iconòstasi va ser fet al segle xvii. Això és perquè als temps antics els iconòstasis de fusta no existien, només hi havia parets cobertes amb frescos.

## La pintura mural i l'iconòstasi de l'església ortodoxa

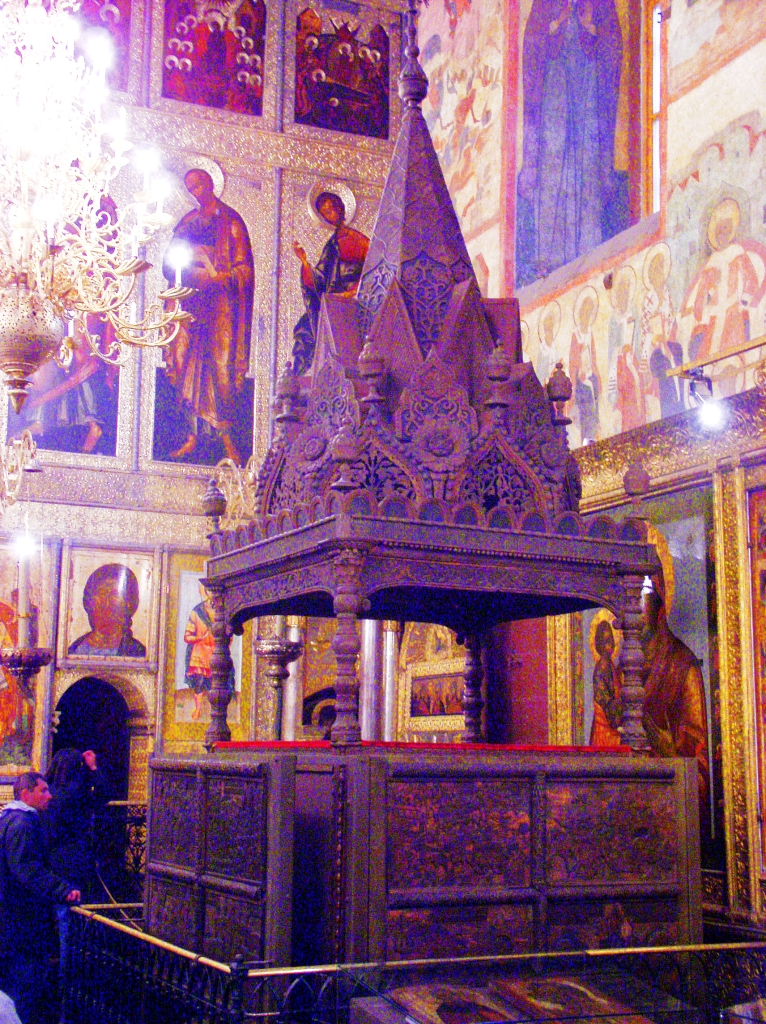
Tron de Monòmac

Tradicionalment la paret occidental del temple ortodox es pinta amb fragments del Judici Final: Jesucrist amb les balances jutjant la gent; Joan Baptista i la Mare de Déu que preguen Crist que perdonin els humans; la multitud de la gent a banda i banda; el Drac (el símbol del pecat) amb anells amb inscripcions de tots els pecats. El paradís és a la dreta del Senyor; l'infern, a l'esquerra.
Als temples ortodoxos, al costat oriental sempre hi ha l'altar, que és la part més sagrada del temple, però gairebé mai es pot veure perquè està separat, aïllat de la part central del temple per una paret d'icones anomenada iconòstasi. L'iconòstasi sol tenir cinc fileres, en les quals es pot veure tota la història bíblica escrita al Nou i l'Antic Testament. L'iconòstasi es llegeix de dalt a baix, perquè les voltes del temple simbolitzen el cel.
La primera fila de l'iconòstasi està dedicada als primers homes que van viure a la terra: Adam (i de vegades, Eva), Abel, Noè, Sem, Abraham, Lot, etcètera). La segona fila és la dels primers sacerdots, reis, jutges i profetes que predeien i anunciaven el proper adveniment del Crist: Moisès, Aaron, David, etc. La tercera fila és la dels apòstols: Pere, Pau, etc. De vegades a la tercera fila es col·loquen les icones que relaten tota la vida humana del Senyor i representen les festes religioses més importants. A la quarta fila Jesús ja no és un home, ja és un Déu: seu al tron i jutja la gent.
A l'última i cinquena fila es col·loquen les icones més importants per a l'Església Ortodoxa. Per exemple, a la catedral de la Dormició, a la cinquena fila s'hi pot veure al mig de l'iconòstasi la icona dedicada a l'Assumpció de la Mare de Déu (segle xvi, Dionís el Savi). A més, també a la cinquena fila se situen les icones regalades per altres monestirs i esglésies.
A la catedral de la Dormició es conserven també altres monuments interessants de l'art plàstic:
Al costat de l'entrada de la part sud es conserva una obra única tallada en fusta: el tron d'Ivan el Terrible, fet el 1551 per artífexs russos. És conegut com el Tron de Monòmac. Aquest tron d'Ivan el Terrible va ser revestit de talles amb composicions i inscripcions que descriuen la llegenda de les regalies (les insígnies de la potestat monàrquica: la corona, el ceptre, el tron, la porpra, etc.). Foren rebudes per Vladímir II Monòmac de l'emperador romà d'Orient.
Al costat de la columna quadrada del sud de la catedral es conserva el Seient del Patriarca, molt antic i de pedra, i al costat de la columna quadrada del nord hi ha el Seient del Tsar. Al principi va ser destinat per a la tsarina i va ser a la catedral de la Nativitat.
Una interessantíssima obra de les arts aplicades de la Rússia antiga són les portes de la part sud de la catedral. Estan revestides de làmines de coure, en les quals hi ha pintades en or sobre laca negra vint representacions amb temes bíblics.
La nau central del temple està il·luminada per disset finestres petites, disposades en dos nivells, i per dotze lluernes de bronze daurat que daten dels segles xvii i xix. El llum central en forma d'aranya es va fer amb la plata presa a les tropes napoleòniques el 1812.